# Parkway (Misuri)
Parkway es una villa ubicada en el condado de Franklin en el estado estadounidense de Misuri. En el Censo de 2010 tenía una población de 439 habitantes y una densidad poblacional de 618,61 personas por km².

## Geografía
Parkway se encuentra ubicada en las coordenadas 38°20′13″N 90°58′18″O / 38.33694, -90.97167. Según la Oficina del Censo de los Estados Unidos, Parkway tiene una superficie total de 0.71 km², de la cual 0.71 km² corresponden a tierra firme y (0%) 0 km² es agua.

## Demografía
Según el censo de 2010, había 439 personas residiendo en Parkway. La densidad de población era de 618,61 hab./km². De los 439 habitantes, Parkway estaba compuesto por el 95.9% blancos, el 2.05% eran afroamericanos, el 0% eran amerindios, el 1.37% eran asiáticos, el 0% eran isleños del Pacífico, el 0.46% eran de otras razas y el 0.23% pertenecían a dos o más razas. Del total de la población el 0.68% eran hispanos o latinos de cualquier raza.